# Мамография
Мамографията (още наричана и мастография) е медицинска процедура, използваща нискочестотни рентгенови лъчи (обикновено около 30 kVp) за изследване на гърдите при човека за преглед и диагностика на заболявания. Изследването се провежда с цел ранно установяване на рак на гърдата, обичайно чрез наблюдение на характерни натрупвания на микрокалцификати (скринингова мамография) или с цел диагностициране на всички аномалии, установени по време на скрининговото изследване (диагностична мамография).
Мамографията е най-сигурният метод за откриване на злокачествени образувания на гърдата преди те да станат достатъчно големи, за да могат да бъдат палпирани (открити с физикален метод, опипване). В резултат потенциално е възможно лечение на пациента и при необходимост хирургическа намеса, която е козметично приемлива. Най-общо, колкото по-рано се открие и диагностицира ракът на гърдата, толкова по-голям е шансът за преживяемост.
Като всички рентгенографии, при мамографията се използва йонизиращо лъчение и произведените образи се анализират за необичайни находки. Нормално се използват по-нискочестотни лъчи от тези, използвани при радиография на костите. Сходни изследвания са изследванията с ултразвук, дуктография (инжектиране на рентгеново контрастно вещество в секретиращите канали на гърдата), позитронно-емисионна мамография (ПЕМ), магнитен резонанс. Ултразвукът типично се използва за по-детайлно изследване на натрупвания открити с мамография или при палпация (опипване). Дуктографията е метод, който продължава да се използва на някои места, за установяване причината за кръвотечение от гърдите тогава, когато мамографията не е довела до диагностичен резултат. Магнитният резонанс може да послужи за по-нататъшно оценяване на спорни находки, както и за предхирургичено изследване на пациенти с доказан рак на гърдата с цел установяване на допълнителни лезии, които могат да доведат до промени в хирургическия подход, съответно до запазващата части от гърдата лампектомия или цялостна мастектомия на гърдата.

## Процедура
По време на мамографското изследване, гърдата се притиска между две успоредни плочи („лопатки“), което изравнява плътността на тъканите в гърдата, през които трябва да преминат рентгентовите лъчи. С това се постигат едновременно три неща: повишава се качеството на изображението, като се свежда до минимум разсеяното лъчение, съответно се намалява дозата необходимо за изследването лъчение, и гърдата се придържа неподвижна, което намалява размазването на образа при евентуално движение.
Мамографиите се изпълняват в аксиална, медиолатерална и краниокаудална (от черепа към краката) проекции. При скрийнинговата мамография се правят снимки в краниокаудална и медиолатерална проекции. Диагностичната мамография може да включва както тези, така и други видове проекции.
Следите от дезодорант, лосион или талк могат на рентгеновата снимка да се проявят като калциеви натрупвания, затова се препоръчва да се избягва употребата им в деня на изследването.

## Разлики между видовете мамография
Най-общо, на скринингова мамография се подлагат жени без наличие на симптоми и оплаквания с цел проверка за злокачествена патология на гърдата в ранен, потенциално лечим стадий. Колкото по-рано се хване ракът на гърдата, при равни други условия, толкова по-висок е процентът на преживяемост.
Диагностичната мамография се прилага на симптоматични пациентки, при които трябва да се определи типа патология и точната диагноза на абнормалните находки, открити при скрининговата мамография. Различните диагнози имат различен изход и процент на преживяемост. Диагнозата на обикновена киста на гърдата има малко усложнения и не застрашава живота на пациента, докато диагнозата рак на гърдата има значителни усложнения. Диагностична мамография се прилага и на пациентки с гръдни импланти, корекции на гърдите или с фамилна обремененост за рак на гърдата.
Скрининговите изследвания могат да се провеждат от обучен персонал и в среда, която не е задължително болнична; съществува практиката на мобилни центрове с оборудване за скринингова мамография. Диагностичните изследвания се извършват от радиолог в болнично заведение и включват всяка една стъпка от процедурата по образна диагностика.